# Vít Zvánovec
Vít Zvánovec (* 14. května 1974 Česká Lípa) je český právník a aktivista, „otec zakladatel“ české verze Wikipedie a poté aktér jejích největších sporů, blogger. Na internetu často vystupuje pod přezdívkou Guy Peters.

## Právnické a politické aktivity
V roce 1997 završil studium práva na Právnické fakultě Univerzity Karlovy v Praze, roku 1998 studium dějin mezinárodních vztahů na Filosofické fakultě Univerzity Karlovy. Externě vyučoval občanskému právu hmotnému na Právnické fakultě UK, kde je v současné době externím výzkumným pracovníkem Centra právní komparatistiky a publikuje odborné texty z oblasti pracovního, správního, ústavního nebo evropského práva.
Kolem let 2002–2004 působil jako zaměstnanec právního oddělení Českomoravské konfederace odborových svazů. Stanovisko konfederace zastupoval například v roce 2004 při jednání v Senátu PČR o směrnici EU o úpravě pracovní doby, jako specialista ČMKOS vystupoval na konferenci o rovných příležitostech a postavení žen na trhu práce atd.
Je zaměstnán jako vedoucí oddělení legislativního Úřadu pro ochranu osobních údajů (ÚOOU), občas média zveřejňují jeho stanoviska jako stanoviska pracovníka tohoto úřadu a jako jeho zástupce je zmiňován i v seznamu členů Výboru pro občanská a politická práva Rady vlády pro lidská práva a v zápisech z jednání tohoto výboru. Je také uváděn jako zpracovatel některých zásadních dokumentů a stanovisek ÚOOU. V oblasti ochrany soukromí připouští možnost dohledu zaměstnavatelů nad zaměstnanci prostřednictvím kamerových systémů, ale zdůrazňuje nutnost dodržet zákonem stanovené podmínky.
Spolupracuje s občanským sdružením Iuridicum Remedium, které se zabývá ochranou soukromí. Výroční zpráva IuRe za rok 2007 zmiňuje, že vystupoval 11. dubna 2008 jako host, zástupce ÚOOÚ na diskusi „Genetická informace jako citlivý osobní údaj“. Zpráva tohoto sdružení o činnosti za roky 2008–2009 ho jako právníka jmenuje mezi 17 lidmi, kteří ve sdružení během těchto dvou let pracovali. V pozvánce na seminář pořádaný tímto sdružením v roce 2010 je zmiňován jako jeho zástupce.
V roce 2010 v článku zveřejněném v Lidových novinách vylíčil situaci v České republice tak, že liberální zastánci lidských práv pro všechny politicky soupeří s těmi, kdo autoritářsky omezují lidská práva pouze na arbitrárně vybrané „demokraty“, přičemž omezení stíhají nejen neonacisty a komunisty, ale i pacifisty, gaye a lesby či Romy. V té souvislosti zkritizoval jako podprůměrnou právní úroveň rozsudku o zrušení Dělnické strany, v jehož zdůvodnění soud označil debatu o legitimitě obhajování myšlenek nacismu za absurdní, ačkoliv otevřeně nacistické strany jsou legální v USA, Dánsku, Norsku, Švédsku, Spojeném království, Řecku či Rusku. Roman Joch mu o dva dny později oponoval článkem, v němž říká, že na práva politická mám nárok jen tehdy, pokud je nechci použít ke zničení přirozených lidských práv. Zvánovcův model politického liberalismu je podle Jocha v rozporu s českou ústavou. Přednášku na téma Význam rozsudku vláda v. Dělnická strana II pro svobodu shromažďovací měl Vít Zvánovec i na semináři sdružení Iuridicum Remedium s názvem „Politická práva a bránící se demokracie – Dochází v ČR k nepřiměřenému omezování politických práv?“ 13. května 2010 v Poslanecké sněmovně PČR. Na téma shromažďování ve veřejném prostoru napsal v roce 2010 i článek do Právních rozhledů.
V roce 2010 kandidoval za sdružení mimoňáci.cz do zastupitelstva města Mimoň, ze 17 kandidátů se preferenčními hlasy dostal na 4. místo, avšak za sdružení byl zvolen jen jeden kandidát.
V červnu 2017 Akademický senát Právnické fakulty Univerzity Karlovy podpořil záměr její členky podat podnět Etické komisi Univerzity Karlovy pro možné Zvánovcovo porušení Etického kodexu na sociální síti Facebook narážkami na původ studentů.

## Wikipedie a blog
Brzy po vzniku české verze Wikipedie se zapojil do její tvorby. V březnu 2004 se stal jejím správcem. Stal se na české Wikipedii historicky prvním tzv. byrokratem, tedy správcem s oprávněním přidělovat dalším uživatelům správcovská oprávnění, za dobu svého působení jmenoval dalších 11 správců. Teprve s jeho příchodem se začala česká Wikipedie v roce 2003 skutečně rozvíjet, o což se značně zasloužil. Mimo jiné pomohl přeložit velkou část uživatelského rozhraní Wikipedie do češtiny. Podle článku Miloše Čermáka z roku 2006 byl pro většinu wikipedistů „otcem zakladatelem“ české Wikipedie, odvedl na ní v začátcích nejvíce práce a uvedl ji do pohybu.
Podle Miloše Čermáka je „poněkud tvrdohlavým a až dětinsky zatvrzelým zastáncem starého českého pravopisu“, protože používá češtinu z doby před reformou z roku 1957 (píše theorie místo teorie, massový místo masový a organisace místo organizace), což ostatní irituje. Od konce roku 2004 se kvůli svým názorům na pravopis dostával do vleklých konfliktů s částí ostatních přispěvatelů, pro část wikipedistů se stal nepřítelem číslo jedna a byl na počátku většiny sporů. Když se na podzim 2005 stáhl do ústraní, situace se uklidnila. V arbitrážním řízení zahájeném v lednu 2006 byl zbaven správcovských práv. Šlo o vůbec první arbitrážní řízení na české Wikipedii. Jedním z jeho významných stoupenců byl Tomáš Pecina, který byl v roce 2005 rovněž po různých konfliktech zablokován, z Wikipedie se definitivně stáhl a založil si vlastní projekt právní encyklopedie. Drtivá většina registrovaných wikipedistů však podle Čermáka v roce 2006 o tomto sporu nevěděla anebo ho vnímala jako okrajový.
Po odchodu z Wikipedie si založil vlastní blog s názvem Lucerna wikipedie, na kterém se věnoval různým tématům.